# Ogcogaster segmentator
Ogcogaster segmentator är en insektsart som först beskrevs av John Obadiah Westwood 1847.  Ogcogaster segmentator ingår i släktet Ogcogaster och familjen fjärilsländor. Inga underarter finns listade i Catalogue of Life.